# Serotonin
Serotonin, 5-hydroxitryptamin (5-HT), är en signalsubstans som syntetiseras i kroppen från den essentiella aminosyran tryptofan genom enzymatiska reaktioner. Serotonin tillhör gruppen monoaminer. Monoaminer är en grupp signalsubstanser som bildas via likartade metabola syntesvägar, genom en särskild dekarboxyleringsreaktion.
Serotonin utnyttjas i flera olika distinkta system i människokroppen. Bland annat är serotonin både vanlig och viktig i hjärnan och mag-tarmkanalen, men har även uppgifter i blodcirkulationen där den bland annat har förmåga att aggregera trombocyter vid sårläkning. Av allt serotonin i kroppen finns 90 procent i mag-tarmsystemet. I centrala nervsystemet förekommer serotonin framförallt i en rad basala strukturer (raphekärnorna) i hjärnbryggan (pons). Dessa serotonerga celler skickar ut sina nervändar till i stort sett hela hjärnan: hjärnbarken, hippocampus, basala ganglierna, limbiska systemet, hypothalamus, lillhjärnan, medulla, ryggmärgen.
Det finns 14 olika receptorer som serotonin binder till. Förutom 5-HT3-receptorn, som är kopplad till en jonkanal, är alla serotoninreceptorer G-proteinkopplade receptorer. Mångfalden av receptorer bidrar till att serotonin kan ha olika effekt beroende på vilken koncentration av serotonin som föreligger och vilken receptor som finns på den plats serotoninet frisätts.
Alkohol ökar tillfälligt mängden serotonin. Serotonin är bland annat inblandat i sömn, vakenhet, aggressivitet, impulsivitet, aptit och sexuell lust. Serotonin har fått mycket uppmärksamhet tack vare monoaminteorin, som postulerar att många typer av psykiatriska åkommor har sin grund i en störning i balansen av monoaminerga signalsubstanser. Bland annat klinisk depression anses bero på en störd balans i serotoninsystemet men även i noradrenalinsystemet. Det finns idag många olika läkemedel som på konstgjord väg höjer halterna av serotonin i hjärnan, och i många fall lindras depressionen genom att balansen normaliseras. Att depression endast skulle bero på en obalans i serotoninsystemet är dock en kraftig förenkling; se artikeln om depression för teorier om dess patogenes.